# أرب 240
 Arp 240  هي زوج من المجرة الحلزونية تقع في كوكبة العذراء. تم إدراج المجرتين معا Arp 240 في أطلس المجرات الغريبة. تعرف المجرة على اليمين باسم NGC 5257 في حين تعرف المجرة على اليسار باسم NGC 5258. كلا المجرات مشوهة بسبب تفاعل الجاذبية وكلاهما مرتبطان بجسر مد ويمكن أن ترى في صور هذه المجرات .
تم رصد مستعر أعظم واحد في NGC 5258: SN 2020dko (النوع :مستعر أعظم نوع Ia؛ قدر ظاهري 19 )

## وصلات خارجية
- أرب 240 على موقع ويكي سكاي: DSS2, SDSS, GALEX, IRAS, Hydrogen α, X-Ray, Astrophoto, Sky Map, Articles and images